# 前叉

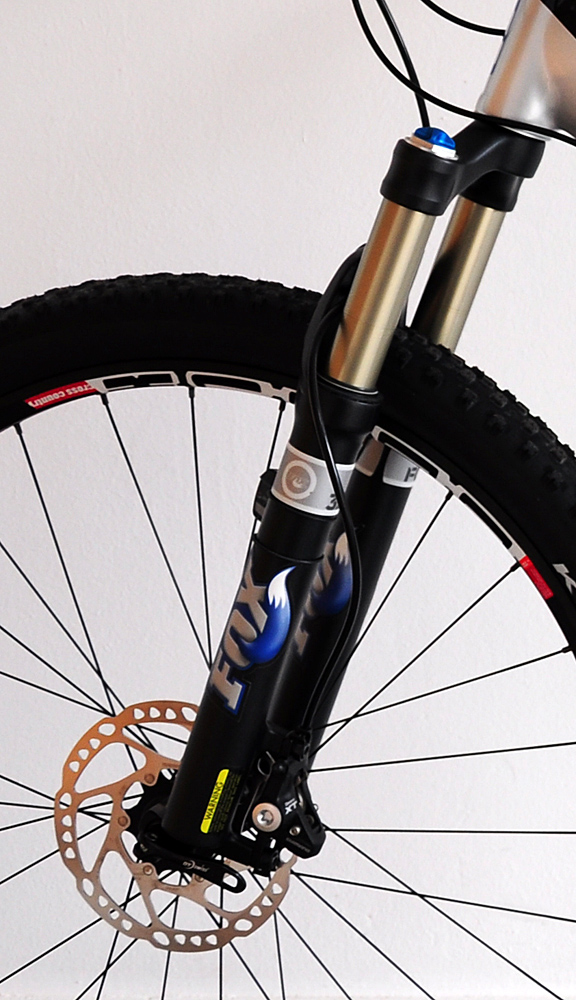
一条FOX避震前叉

前叉是自行车上的一个部件，用于固定前轮。

## 结构
前叉由连接车架及转向把的前叉立管和下方两支连接车轮的左右腿构成，立管和左右腿焊接在前叉肩上。前叉安装在车架中时可以自由转动，以使车辆可以进行转向。依据设计分为通过螺栓固定车轮和通过快拆系统固定车轮。

## 材质
前叉所用材质通常有钢，铝，碳纤维，钛，镁和各种组合制成。碳纤维因较轻的重量和较强的刚性受到欢迎。

## 避震
适用于山地自行车的前叉通常带有避震系统，避震器多数位于两腿，使用内外套管的结构置入避震结构，外管的上端之间有叉桥相连。避震器的行程根据设计用途不同而不同，一般的越野（XC）级别为80mm-120mm，而速降（DH）或自由骑（FR）则可达150mm-200mm，以适应更崎岖的地形环境。大部分避震前叉还提供锁死避震器的功能，可使平路骑行更高效。
前叉的避震主要依靠弹簧，而弹簧可能由钢、钛、弹性体、甚至压缩空气来实现。不同的材料带来不同的重量，也会影响前叉对于震动的灵敏度、反弹力度，通过调整阻尼可以改变这些参数。
如今除了传统的两腿避震结构外，也有厂家将避震器设计在头管，并改用连杆结构。